# François Schubert
François Schubert (geboren als Franz Anton Schubert (de jongere); Dresden, 22 juli 1808 – aldaar, 12 april 1878) was een Duits violist en componist.
Na een oefening met concertmeester Antonio Rolla in Dresden studeerde Schubert viool met Charles Philippe Lafont in Parijs en begon te werken onder de naam François Schubert. Hij speelde in de Staatskapelle in Dresden van 1823 tot 1873.
Schubert componeerde concertstukken, etudes en kamermuziek maar is vooral bekend door de bagatelle De Bij, een stuk voor viool en piano dat vaak ten onrechte wordt toegekend aan Franz Schubert vanwege de gelijkenis van hun namen.
- Biblioteca Nacional de España: XX1517391
- Bibliothèque nationale de France: cb13936104v (data)
- CiNii: DA13882037
- Gemeinsame Normdatei: 103805850
- International Standard Name Identifier: 0000 0000 8138 654X
- Library of Congress Control Number: n83174150
- Nationale Bibliotheek van Letland: 000136094
- MusicBrainz: 9050ea72-a1af-4eaf-840f-949e36a0945b
- Nationale Bibliotheek van Tsjechië: mzk2014832223
- Nationale Bibliotheek van Israël: 987007284360405171
- Nationale Bibliotheek van Polen: a0000001645283
- Nederlandse Thesaurus van Auteursnamen: 17578566X
- LIBRIS: 307842
- SNAC: w6g16bnf
- Virtual International Authority File: 59273218
- WorldCat: E39PBJhhr9CPr6Jb9g3HpYFqcP